# Žebětín
Žebětín – historyczna gmina, dzielnica i gmina katastralna, a od 24 listopada 1990 pod nazwą Brno-Žebětín również część miasta Brna, o powierzchni 1 360 ha. Istnieje 43 ulice i 656 zarejestrowanych adresów.